# Xilithus stella
Espèce
Synonymes
- Otacilia stella Kamura, 2005

Xilithus stella est une espèce d'araignées aranéomorphes de la famille des Phrurolithidae.

## Distribution
Cette espèce est endémique d'Okino-erabu-jima dans l'archipel Nansei au Japon,.

## Description
Le mâle holotype mesure 3,28 mm et la femelle paratype 4,29 mm, les femelles mesurent de 3,14 à 4,97 mm.

## Systématique et taxinomie
Cette espèce a été décrite sous le protonyme Otacilia stella par Kamura en 2005. Elle est placée dans le genre Acrolithus par Kamura en 2022. Acrolithus Liu & Li, 2022, préoccupé par Acrolithus Freytag & Ma, 1988, a été remplacé par Xilithus par Lin et Li en 2023.

## Publication originale
- Kamura, 2005 : « Spiders of the genus Otacilia (Araneae: Corinnidae) from Japan. » Acta Arachnologica, vol. 53, no 2, p. 87-92 (texte intégral).